# 벡실 2077 일본쇄국
《벡실 2077 일본쇄국》(일본어: ベクシル 2077日本鎖国 ベクシル ニマルナナナナにほんさこく[*], Vexille)은 2007년 8월 18일에 공개된 일본의 애니메이션 영화이다.

## 줄거리
21세기, 바이오 테크놀로지와 로봇산업의 급성장 발전에 의해 인류의 수명은 비약적으로 늘어나 일본은 세계의 시장을 독점해 크게 리드한다. 하지만 갖가지 위험성도 수면 위로 떠올라 유엔은 이 기술들에 대해 엄격한 규제를 취한다. 하지만 일본은 이를 준거하지 않고 2067년에 하이테크 기술을 구사해 쇄국 상태로 돌입하여, 외국인은 일본에 입국할 수 없게 되고 일본은 세계의 정세를 알 수 없게 되어버린다.
그로부터 10년 후 2077년, 미국의 특수부대・SWORD소속의 여성병사 벡실이 일본으로 잠입을 시도해 성공한다. 하지만 눈 앞에 펼쳐진건 상상을 초월하는 일본의 모습이였다.

## 출연진
- 쿠로키 메이사 - 벡실 목소리 역
- 타니하라 쇼스케 - 리온 목소리 역
- 마츠유키 야스코 - 마리아 목소리 역
- 박로미 - 타카시 목소리 역
- 사쿠라이 타카히로 - 료 목소리 역
- 카키하라 테츠야 - 타로 목소리 역
- 모리카와 토시유키 - 키사라기 목소리 역
- 오오츠카 아키오 - 사이토 목소리 역